# Bluemont
Bluemont ist ein gemeindefreies Gebiet in Loudoun County im US-Bundesstaat Virginia. Bluemont ist Loudouns westlichstes Dorf und befindet sich in der Nähe der freien Stadt Round Hill an der Countygrenze zum Clarke County. 
Die Kreisstadt Leesburg ist 26 km entfernt, die Hauptstadt Washington, D.C. ist rund 95 km östlich von Bluemont gelegen.
Bluemont wurde am Beginn des 19. Jahrhunderts unter dem Namen Snickersville gegründet und wuchs nur langsam während des 19. Jahrhunderts. Während des Sezessionskriegs fand eine Schlacht zwischen dem Konföderierten Partisanenführer John S. Mosby und den Unionstruppen nahe Bluemont statt. 
Bluemont war der Kopfbahnhof der Washington and Old Dominion Railroad. Am 4. Juli 1900 wurde der Betrieb bis Bluemont ausgeweitet. Das Dorf wurde als kühle Zuflucht in den Bergen für die hitzegeplagten Washingtoner angepriesen.
Mount Weather, eine oberirdische Anlage der US-Regierung für die Federal Emergency Management Agency (FEMA) befindet sich in der Nähe von Bluemont. Es wird vermutet, dass es in Mount Weather eine unterirdische Anlage gibt, die im Falle eines Atomkriegs die US-Regierung aufnehmen soll.
Heutzutage findet jährlich im September die Bluemont Fair statt. Die Messe bietet den Besuchern klassische Freizeitunterhaltung, unter anderem traditionelle und Country-Musik. Kunsthandwerker bieten ihre Handwerke und Antiquitäten an, außerdem gibt es frische und getrocknete Blumen, Bauernhoferzeugnisse sowie Koch- und Beizwettbewerbe.
Außerdem gibt es in Bluemont die Great Country Farms, ein touristisch genutzter Bauernhof, der von März bis Oktober geöffnet hat und über eine große Auswahl an Früchten und Gemüse verfügt, die man selbst pflücken kann. Darüber hinaus findet man dort spezielle Wochenendereignisse wie die einen Monat lang andauernde Kürbisernte im Herbst. 